# Xanthorhoe apollosaria
Xanthorhoe apollosaria là một loài bướm đêm trong họ Geometridae.